# Rumble Tumble
Rumble Tumble (Rumble Tumble) è un romanzo noir di Joe R. Lansdale del 1998.
È il quinto romanzo che ha come protagonisti Hap Collins e Leonard Pine.

## Trama
(Joe R. Lansdale, Rumble Tumble, capitolo 25)
Dopo la distruzione della sua casa ad opera del tornado, Hap Collins convive con Brett. Questa riceve un messaggio di un uomo che le chiede 500 dollari in cambio di informazioni sul conto di sua figlia Tillie, che si troverebbe nei guai. Brett si reca all'appuntamento al luogo convenuto, un motel, assieme a Hap, trovandovi un nano dai capelli rossi chiamato Red e un omone taciturno di nome Wilber. Red racconta che lui e Wilber gestivano un giro di prostituzione a Hottie Hoot nell'Oklahoma, giro nel quale era coinvolta Tillie, per conto di un boss locale chiamato Big Jim, presso il quale sono però caduti in disgrazia. I soldi servirebbero loro a fuggire in Messico. Brett glieli dà, ma Hap viene alle mani con Wilber, che ha la peggio e gli giura vendetta. 
Leonard Pine, messo a parte della situazione dal suo amico fraterno, gli assicura la sua collaborazione per andare a salvare Tillie. Prima però vanno ad acquistare delle armi «fredde» (cioè non registrate) da Haskel Ward, un contadino deve la maggior parte delle sue entrate a questo tipo di traffici. Il fatto però che Haskel usi degli armadilli come bersagli di prova scatena la rabbia di Leonard, che lo mena e porta via la bestiola, tenendola come animale domestico dopo aver constatato che gli si è affezionata.
Hap, Leonard e Brett si recano quindi a Hottie Hoot. Collins entra nel bordello dove si suppone che lavori Tillie, ma non c'è traccia della giovane. Si fa invece notare da Big Jim, e l'inaspettato arrivo di Red e Wilber fa precipitare la situazione. Leonard riesce a tirar fuori dal locale Hap e a sequestrare Red minacciando i presenti con un grosso fucile a canne mozze, poi fugge assieme a loro due e a Brett. Red, sotto minaccia di tortura, spiega che lui e Wilber erano tornati da Big Jim sperando di essere perdonati e che Tillie, per averli aiutati nella loro fuga precedente, è stata mandata per punizione in un posto isolato, oltre il confine messicano, chiamato "la Fattoria", una sorta di buen retiro della banda di motociclisti criminali Bandito Supremes. Il nano però non sa dove si trovi esattamente questo posto, così consiglia di rivolgersi a suo fratello Herman, che un tempo faceva parte di quella banda ma poi si è convertito mettendosi a fare il predicatore.
Il quartetto si dirige quindi a Lubbock nel Texas, dove Herman fa il pastore e, siccome non ha molti seguaci, cattura anche cani della prateria per rivenderli. Egli accetta di aiutare Brett a riprendersi sua figlia e per passare il confine in clandestinità si rivolge al suo vecchio amico Bill Uccello del Mattino, un indiano kickapoo che assolda Irvin, pilota di un piccolo aereo da turismo. Giunti in Messico, Hap, Leonard, Herman e Brett si recano alla Fattoria e i due uomini riescono a prelevare Tillie, stordita dall'abuso di droghe, lasciando diversi morti sul campo. Hap è ferito in modo piuttosto serio, cosa che lo costringe a ricorrere alle cure di un praticone locale di medicina.
Irvin, che ha gravi problemi di alcolismo, viene sollecitato a partire malgrado né lui né l'aereo siano in buone condizioni, nel timore che arrivino i Bandito Supremes per vendicarsi. Durante il viaggio di ritorno uno dei motori prende fuoco ma i passeggeri riescono a toccare terra sani e salvi, tranne Bill, morto durante il volo. Sulla pista d'atterraggio trovano però, attorniato dai suoi scagnozzi, Big Jim, che vorrebbe che Hap combattesse a mani nude contro Wilber. Leonard prende il posto dell'amico ferito e ottiene che lui e i suoi amici potranno andarsene in pace nel caso sconfiggesse l'omone. Così avviene; tuttavia Big Jim fa uccidere Herman e Red, di cui si era riservato di decidere la sorte.
Di ritorno a LaBorde, Hap nota con rammarico un certo raffreddamento nella sua relazione con Brett, che pare interessarsi in primo luogo a sua figlia.

## Edizioni
- Joe R. Lansdale, Rumble Tumble, traduzione di Alfredo Colitto, Collana Stile Libero Noir, Einaudi, 2004,  p. 251, ISBN 978-88-06-16679-3.
- Joe R. Lansdale, Hap & Leonard 2. Bad Chili; Rumble Tumble; Capitani oltraggiosi, traduzione di Alfredo Colitto, Collana Super ET, Einaudi, 2016,  p. 735, ISBN 978-88-06-22951-1.
- Joe R. Lansdale, Rumble Tumble, traduzione di Alfredo Colitto, Collana Super ET, Einaudi, 2019,  p. 216, ISBN 978-88-06-24043-1.